# Imperi Màuria
L'Imperi Màuria, o Maurya (322-185 aC), va ser un gran imperi polític i militar de l'antiga Índia creat per Chandragupta Maurya. Tenia la seva capital a la ciutat de Pataliputra, a prop de l'actual Patna. Es tracta de l'imperi més gran que ha dominat el subcontinent indi fins a l'arribada dels britànics. La seva decadència va començar cinquanta anys després que el regnat d'Asoka (net de Chandragupta) s'acabés, i es dissolgué el 185 aC amb la fundació de la Dinastia Sunga a Magadha.
L'Imperi Màuria és considerat un dels períodes més significants de la història de l'Índia. El lleó de la capital d'Asoka a Sarnath ha esdevingut l'emblema del país.

## Perspectiva històrica
L'imperi Màuria es va originar a partir del regne de Magadha a les planes indo-Ganges (els actuals Bihar i Bengala), en el costat oriental del subcontinent. Va ser fundat el 322 aC per Chandragupta Maurya, que havia enderrocat als membres de la dinastia Nanda i va començar ràpidament a expandir el seu territori cap a l'oest a través de l'Índia central i occidental, aprofitant la retirada dels exèrcits macedonis i perses d'Alexandre el Gran. Cap al 316 aC l'imperi havia ocupat tota l'Índia nord-occidental, conquerint les satrapies deixades per Alexandre.
En la seva màxima expansió, l'imperi s'estenia pel nord, al llarg dels límits naturals de l'Himàlaia, i a l'est, en el que actualment és Assam. A l'oest, arribava més enllà del Pakistan modern i amb porcions significatives de l'actual Afganistan, com són les actuals províncies d'Herat i Kandahar. L'imperi es va expandir a les regions centrals i del sud de l'Índia gràcies a l'emperador Bindusara, però va excloure una porció petita de regions tribals i selves inexplorades prop de Kalinga.
Sota Chandragupta, l'Imperi Màuria conqueria la regió del trans-Indus, que estava sota el domini macedoni. Chandragupta va derrotar la invasió portada per Seleuc I, un general grec de l'exèrcit d'Alexandre. Sota el seu regnat i el dels seus successors, el comerç tant intern com extern i les activitats d'agricultura i economia van créixer i expandir-se a través de l'Índia gràcies a la creació d'un únic i eficaç sistema de finances, administració i seguretat. Després de la guerra de Kalinga, l'imperi va gaudir de mig segle de pau i seguretat sota Asoka, esdevenint pròsper i estable, amb un gran poder econòmic i militar i una influència política i comercial a través d'Àsia occidental i central i Europa.
L'Índia màuria també va significar una era d'harmonia social, transformació religiosa i expansió de les ciències i del coneixement. L'adopció del jainisme per part de Chandragupta Maurya va augmentar la renovació social i religiosa i la reforma de la seva societat, mentre que l'abraçada d'Asoka al budisme va instaurar la fundació d'un regnat de pau social i política i de no-violència. Asoka va promoure l'extensió dels ideals budistes per tot el subcontinent i fins a l'Europa mediterrània.
L'Arthashastra de Chanakya i els edictes d'Asoka van ser unes fonts excel·lents dels temps de l'Imperi Màuria.

## Chanakya i Chandragupta Maurya
Després de l'avanç d'Alexandre al Panjab, un brahman anomenat Chanakya (el nom real és Vishnugupt, conegut també com a Kautilya) va viatjar a Maghada, un regne que va ser gran i poderós militarment, i temut pels seus veïns, però va ser acomiadat pel seu rei Dhana, de la dinastia Nanda. Però la perspectiva de la batalla amb Maghada va dissuadir les tropes d'Alexandre d'anar més cap a l'est: va tornar a Babilònia, desplegant la major part de les seves tropes a l'oest del riu Indus. Quan Alexandre va morir a Babilònia, poc de temps després, al 323 aC, el seu imperi es va fragmentar i els reis locals van declarar la seva independència, deixant a diversos sàtrapes petits en un estat desunit. Chandragupta Maurya va deposar Dhana. Els generals grecs Eudemus i Peithon van governar fins al 316 aC quan Chandragupta Maurya (amb l'ajut de Chanakya, que ara era el seu conseller) va sorprendre i derrotar els macedonis i va consolidar la regió sota el control de la seva nova seu del poder a Maghada.
L'arribada al poder de Chandragupta Maurya està envoltada de misteri i controvèrsia. Per una part, una sèrie de contes de l'antiga Índia, com el drama Mudrarakshasa (poema de Rakshasa- Rakshasa, primer ministre de Maghada) per Visakhadatta, descriu el seu llinatge reial, i fins i tot el vincula amb la família de Nanda. La tribu de kshatriya, coneguda com la màuria, de la qual es fa referència en els primers textos budistes, Mahaparinibbana Sutta. Però totes les conclusions són difícils de fer sense cap més evidència històrica. Chandragupta primer apareix en els contes de Grècia com a "Sandrokottos". De jove, es diu que va conèixer Alexandre; també es diu que es va reunir amb el rei de Nanda enfurismant-lo i havent de fugir. Les intencions originals de Chanakya eren entrenar un exèrcit de guerrilla sota el comandament de Chandragupta. Va reclutar a tots els homes joves i ex-soldats de tot el centre de l'Índia, inclòs Yavana (grec), escites i tropes perses, i Chandragupta va atacar a la dinastía Nanda derrotant-la Al nord-est, en algun moment després de la marxa dels sàtrapes grecs Peithon i Eudemus, Chandragupta al 317 aC els va vèncer juntament amb la resta de forces gregues. En virtut dels principis que sortien a l'Arthashastra, Maurya va construir una extensa xarxa d'intel·ligència, la primera del seu tipus a l'Índia, una xarxa d'espies i informadors que van trair els plans de l'enemic, i d'errors (informant l'enemic dels verdaders designis de Maurya). L'Arthashastra planteja la teoria que hi ha quatre camps de coneixement necessaris: els Vedas, l'Anviksiki (filosofia de Samkhya, Ioga i Lokayata), la ciència del govern i la ciència de l'economia (agricultura, el bestiar i el comerç), i d'aquests quatre es deriven tots els altres coneixements, riquesa i prosperitat humana.

## Conquesta de Maghada
Chanakya va animar a Chandragupta i el seu exèrcit a fer-se càrrec del tron de Magadha. Utilitzant la seva xarxa d'intel·ligència, Chandragupta va recollir molts homes joves de l'altre costat de Magadha i unes altres províncies, homes preocupats sobre la regla corrupta i opressiva del rei Dhana i recursos necessaris perquè el seu exèrcit combatis en una llarga sèrie de batalles. Aquests homes incloïen l'anterior general de Tàxila, uns estudiants de Chanakya, el representant del rei Porus de Kakayee, el seu fill Malayketu, i reis d'estats petits.
Preparant per envair Pataliputra, Maurya va ordir un pla. Va anunciar una batalla i l'exèrcit de Magadha va sortir de la ciutat i va anar fins a un camp de batalla distant per comprometre les forces de Maurya. El general de Maurya i els espies mentrestant subornaven el general corrupte de Nanda. També va aconseguir crear una atmosfera de guerra civil al regne, que va culminar en la mort de l'hereu al tron. Chanakya va aconseguir guanyar-se a la gent. Nanda va dimitir, passant el poder a Chandragupta, i va anar a l'exili i mai més no se n'ha sentit a parlar d'ell. Chanakya va contactar amb el primer ministre, Rakshasas, i li va fer entendre que la seva lleialtat estava a Magadha, no a la dinastia Magadha, insistint que continués en el càrrec. Chanakya també va reiterar que decidint resistir començaria una guerra que afectaria greument Magadha i destruiria la ciutat. Rakshasa va acceptar el raonament de Chanakya, i Chandragupta Maurya va instal·lar-se legítimament com el nou rei de Magadha. Rakshasa es va convertir en l'assessor principal de Chandragupta, i Chanakya va assumir la posició d'un vell estadista.

## Administració

El lleó de la capital d'Asoka,
símbol de l'Índia.

'L'imperi es dividia en quatre províncies, amb la capital imperial a Pataliputra. Dels edictes d'Asoka en surten els noms de les quatre capitals provincials que són Tosali (a l'est), Ujjaen (a l'oest), Suvarnagiri (al sud), i Tàxila (al nord). El cap de l'administració provincial era el Kumara (príncep reial), que governava les províncies com el representant del rei. Ajudaven al kumara Mahamatyas i un consell de ministres. Aquesta estructura de l'organització es reflectia a l'imperial a nivell de l'Emperador i el seu Mantriparishad (Consell de Ministres).
Els historiadors teoritzen que l'organització de l'imperi era en línia amb la burocràcia ben descrita per Kautilya a l'Arthashastra: un servei civil sofisticat que governava des de la higiene municipal al comerç internacional. L'expansió i defensa de l'imperi era possible pel que sembla haver estat l'exèrcit més gran del seu temps. Segons Megasthenes, l'imperi tenia uns efectius de 600.000 soldats d'infanteria, 30.000 de cavalleria, i 9.000 elefants de guerra i un ampli sistema d'espionatge amb un control de la seguretat tant interna com externa. Havent renunciat a la guerra ofensiva i l'expansionisme, Asoka va continuar mantenint aquest gran exèrcit per protegir l'imperi i infondre estabilitat i pau a tot l'oest i el sud d'Àsia.

## Religió
L'emperador Chandragupta Maurya va ser essencial per portar a terme l'inici d'una transformació religiosa en el més alt nivell quan va abraçar el jainisme, un moviment religiós ortodox hindú de personatges de la cort imperial. Ja de vell, Chandragupta va renunciar a les seves possessions materials i al seu tron per reunir-se amb un grup de monjos jainistes vagabunds. Chandragupta era un deixeble d'Acharya Bhadrabahu. Es diu que en els seus darrers dies, va observar el rigorós però autopurificador ritual jainista de la santhara, o mort ràpida, a Shravan Belagola (Karnatka). No obstant això, el seu successor, l'emperador Bindusara, va conservar les tradicions hindús i es va distanciar del jainisme i els moviments budistes. Samprati, el net d'Asoka també va abraçar el jainisme.
Samrat Samprati va estar influenciat per les ensenyances del monjo jainista Arya Suhasti Suri i se sap que es van construir centenars de milers de temples jainistes a l'Índia (aproximadament uns 125.000). Alguns d'ells es troben a les ciutats de Ahmedabad, Viramagam, Ujjaen i Palitana. Es diu que, igual que Asoka, Samprati va enviar missatgers i predicadors a Grècia, Pèrsia i la meitat est per la propagació del jainisme. Però fins ara no s'han fet estudis d'aquest tema. Així, el jainisme es va convertir en una força vital en per part del regnat màuria. Chandragupta i Samprati són dos dels grans propagadors del jainisme al sud de l'Índia erigint temples i stupes durant el seu regnat. Però degut a la falta de patrocini reial i els seus estrictes preceptes juntament amb l'augment de Shankaracharya i Ramanujacharya, el jainisme, principal religió del sud de l'Índia, va anar declinant amb el pas del temps.
Quan Asoka va abraçar el budisme arran de la guerra de Kalinga, va renunciar a la violència i l'expansionisme i a l'enduriment dels requeriments judicials de l'Arthashastra sobre l'ús de la força, la intensitat de la vigilància policial i les mesures despietades per la recaptació dels impostos i en contra dels rebels. Asoka va enviar una missió encapçalada pel seu fill i la seva filla a Sri Lanka, on el seu rei Tissa estava tan encantat amb els ideals budistes que ell mateix va aprovar fer del budisme la religió estatal. Asoka va enviar missions a l'Àsia occidental, Grècia i al sud-est d'Àsia encarregant-se de la construcció de monestirs, escoles i la publicació de literatura budista a tot l'imperi. Es creu que s'han construït uns 84.000 stupas a l'Índia i hi va haver un gran augment de la popularitat del budisme en l'Afganistan. Asoka va ajudar en la convocació del Tercer Consell d'Ordres Budistes de l'Índia i el sud d'Àsia fent-ho prop de la seva capital. Va ser un consell que va realitzar molta feina en la reforma i ampliació de la religió budista.
Asoka, si bé era budista, va mantenir el nombre de sacerdots i ministres hindús en la seva cort mantenint la llibertat religiosa i la tolerància creixent en popularitat el budisme gràcies al seu patrocini. La societat índia va començar abraçar la filosofia de l'ahimsa i donat l'augment de la prosperitat i la millora de l'aplicació de la llei, la delinqüència i els conflictes interns van reduir-se dràsticament. També va ser enorme la baixada del sistema de castes i la discriminació dels ortodoxos perquè l'hinduisme va començar a absorbir els ideals i els valors del jainisme i les ensenyances budistes. Hi va haver una època de prosperitat i de pau i benestar en l'imperi.

## Llista de sobirans
- Chandragupta Maurya, vers 322 aC a 300 aC
- Bindusara, nascut el 322 aC, va regnar de 300 aC a 274 aC
- Aixoka, va regnar de 274 aC a 232 aC
- Dsharatha, 232 aC a vers 224 aC
- Sampatri, 224 aC a 215 aC
- Shalishuka, 215 aC a 202 aC
- Devavarman, 202 aC a 195 aC
- Shatadhanvan, 195 aC a 187 aC
- Brihadratha, 187 aC a 180 aC